# Кимберлит
Кимберли́ты (магмати́ческие го́рные поро́ды кимберли́товой се́рии) — серия магматических ультраосновных горных пород экструзивной фации, образующая трубки взрыва, а также дайки и силлы. Часто содержат ксенолиты мантийных пород и иногда содержат алмазы промышленных концентраций.

## Термин
Горная порода названа по городу Кимберли в ЮАР, где в 1871 году был найден алмаз весом 85 карат (16,7 г), что вызвало алмазную лихорадку.

## Происхождение
Как правило, кимберлитовые дайки и трубки принадлежат к стабильным участкам земной коры, таким как щиты древних платформ, где толщина континентальной коры минимальна и составляет 25—30 км. Платформенный режим создаёт все предпосылки для продвижения мантийного субстрата в верхние горизонты коры. Наличие в кимберлитах ксенолитов пиропсодержащих ультраосновных пород (недоплавленные реликты подкорового субстрата) — их отличительная черта, которая свидетельствует о глубинности зарождения магмы, быстроте её подъёма и гипабиссальных условиях кристаллизации. Значительно чаще, чем обломки пироповых перидотитов, распространены их отдельные минералы: оливин, пироп, ильменит, хромдиопсид, флогопит и иногда алмаз. В зависимости от количества обломочного материала различают: массивные кимберлиты, брекчиевидные кимберлиты, кимберлитовые брекчии и туфы.
Происхождение кимберлитов по сей день остаётся спорным. Существуют три основных модели происхождения кимберлитовых магм:
- Образование кимберлитовых расплавов при частичном (менее 1 %) плавлении карбонатизированых пород верхней мантии (лерцолитов, гарцбургитов).
- Образование кимберлитовых расплавов при взаимодействии пород мантии с летучими компонентами (флюидами) при их миграции из более глубинных частей Земли.
- Образование кимберлитовых расплавов, как результат плавления комплексов, состоящих из метасоматических жил с высоким содержанием щелочных карбонатов и вмещающих их верхнемантийных пород.

## Минеральный состав

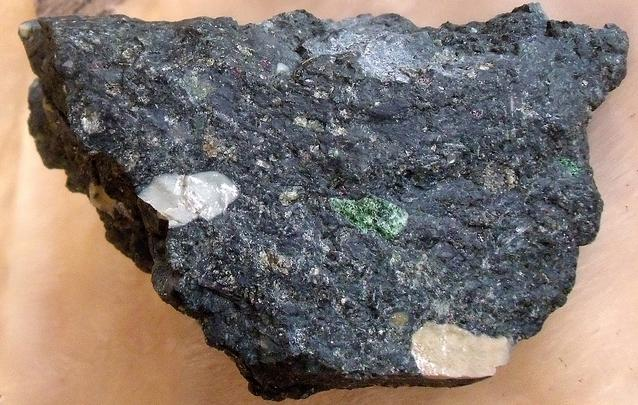
Кимберлит из Канады

Минеральный состав связующей массы кимберлитов характеризуется наличием фенокристаллов оливина и флогопита и основной массы, образованной мелкими зёрнами изменённого оливина, пироксена, флогопита, перовскита, магнетита, иногда монтичеллита и апатита, а также серпентинизированным и карбонатизированным стекловатым матриксом. Пироксен в кимберлитах образует только микролиты в основной массе и не встречается в виде фенокристаллов.
Кимберлитами или кимберлитоподобными породами иногда называют разнообразные по химизму, минеральному составу, структурным и текстурным особенностям и условиям образования горные породы, имеющие сходство с кимберлитами по какому-либо одному признаку. Теперь кимберлитом принято называть только те породы, которые обладают совокупностью всех перечисленных выше признаков, и потому чётко отделяются от других горных пород, близких к кимберлитам по происхождению, и имеющих с ними сходство по некоторым признакам.

### Алмазоносность
Кимберлиты являются одним из основных источников алмазов. Примерно 3—4 % кимберлитов являются алмазоносными. Наиболее распространены алмазоносные кимберлиты на Сибирской (Якутия) и Африканской (Южная и Центральная Африка) платформах; известны также в Восточной Африке, Индии, бывшей Чехословакии. Неалмазоносные кимберлиты повсеместно распространены на всех континентах, в частности известны на Украинском (Приазовский и Ингулецкий мегаблоки) и Балтийском щитах.
Согласно выводам советского геолога Наталии Сарсадских, алмазы не кристаллизуются из кимберлитовой магмы, которая генерируется в глубинных очагах и является лишь транспортёром алмазов.